# Liste der Monuments historiques in Le Beaucet
Die Liste der Monuments historiques in Le Beaucet führt die Monuments historiques in der französischen Gemeinde Le Beaucet auf.

## Liste der Objekte
| Bezeichnung                                   | Beschreibung | Standort                                 | Kennzeichnung | Schutzstatus | Datum | Bild |
| --------------------------------------------- | --- | ---------------------------------------- | ------------- | ------------ | ----- | ---- |
| Reliquienschrein des Saint Gens               | Reliquienschrein aus vergoldetem Holz von Jacques Bernus aus dem Jahr 1696, der die Gebeine des Saint Gens enthält. Auf dem Sockel liegen eine Kuh und ein Wolf, darüber der auf einem Felsen kniende Saint Gens. | Ermitage Saint-Gens (Lage)               | PM84001263    | Inscrit      | 2018  |      |
| Gemälde „Die Erziehung der Jungfrau“          | Ölgemälde, 18. Jahrhundert, von Thomas Bernus | Kirche Notre-Dame de l’Assomption (Lage) | PM84001253    | Inscrit      | 2018  |      |
| Gemälde „Mariä Himmelfahrt“                   | Ölgemälde, 19. Jahrhundert, von Minoli | Kirche Notre-Dame de l’Assomption (Lage) | PM84001254    | Inscrit      | 2018  |      |
| Gemälde „Saint Etienne der Märtyrer“          | Ölgemälde, 18. Jahrhundert, von Pierre Parrocel oder Minoli | Kirche Notre-Dame de l’Assomption (Lage) | PM84001255    | Inscrit      | 2018  |      |
| Gemälde „Sankt Peter und Sankt Paul“          | Ölgemälde, 18. Jahrhundert | Kirche Notre-Dame de l’Assomption (Lage) | PM84001256    | Inscrit      | 2018  |      |
| Christusstatue                                | Holz, vergoldet und mehrfarbig, 19. Jahrhundert | Kirche Notre-Dame de l’Assomption (Lage) | PM84001261    | Inscrit      | 2018  |      |
| Statue mit Heiliger Anna, Maria und Jesuskind | Holz, vergoldet und bemalt, 18. Jahrhundert | Kirche Notre-Dame de l’Assomption (Lage) | PM84001257    | Inscrit      | 2018  |      |
| Statue des Heiligen Joseph                    | Holz, vergoldet, 18. Jahrhundert | Kirche Notre-Dame de l’Assomption (Lage) | PM84001258    | Inscrit      | 2018  |      |
| Statue des Saint Etienne                      | Holz, vergoldet und mehrfarbig, 18. Jahrhundert | Kirche Notre-Dame de l’Assomption (Lage) | PM84001262    | Inscrit      | 2018  |      |
| Statue des Saint Gens                         | Stein, 19. Jahrhundert | Kirche Notre-Dame de l’Assomption (Lage) | PM84001260    | Inscrit      | 2018  |      |
| Statue mit Sankt Josef und Sankt Joachim      | Terrakotta, vergoldet und bemalt, 18. Jahrhundert | Kirche Notre-Dame de l’Assomption (Lage) | PM84001259    | Inscrit      | 2018  |      |